# Microrregión de São Joaquim da Barra
La Microrregión de São Joaquim da Barra es una de las  microrregiones del estado brasileño de São Paulo perteneciente a la mesorregión Mesorregión de Ribeirão Preto. Su población fue estimada en 2006 por el IBGE en 207.907 habitantes y está dividida en nueve municipios. Posee un área total de 5.570,993 km².

## Municipios
- Guaíra
- Ipuã
- Jaborandi
- Miguelópolis
- Morro Agudo
- Nuporanga
- Orlândia
- Sales Oliveira
- São Joaquim da Barra

- Datos: Q640898